# Серратос, Кристиан
Кри́стиан Мари́ Серратос (англ. Christian Marie Serratos; 21 сентября 1990) — американская актриса

 и фотомодель.

## Жизнь и карьера
Кристиан Мария Серратос родилась в Пасадине, штат Калифорния. У Кристиан мексиканские, итальянские, а также ирландские корни. В 7 лет стала фотомоделью, сотрудничала с модельным агентством Ford Models. С 2004 года снимается в кино, где наибольшую известность ей принесла роль Анжелы Вебер в серии фильмов «Сумерки».
В 2014 году Серратос начала играть роль Розиты Эспинозы в сериале «Ходячие мертвецы». Она была повышена до основного состава в пятом сезоне.
В 2020 году Кристиан Серратос сыграла певицу Селену в биографическом сериале Selena: The Series.

## Личная жизнь
С 2014 года Серратос встречается с вокалистом рок-группы New Politics Дэвидом Бойдом. У пары есть дочь — Вольфганг Серратос Бойд (род. в мае 2017).

## Фильмография
| Год       |     | Русское название                                | Оригинальное название                     | Роль            |
| --------- | --- | ----------------------------------------------- | ----------------------------------------- | --------------- |
| 2004—2007 | с   | Рассекреченное руководство школы выживания Нэда | Ned's Declassified School Survival Guide  | Сьюзи Крэбграсс |
| 2005      | с   | Зоуи 101                                        | Zoey 101                                  | Ферфала Бьяло   |
| 2006      | тф  | Красотки в молоке                               | Cow Belles                                | Хизер Перес     |
| 2006      | с   | Седьмое небо                                    | 7th Heaven                                | регистратор     |
| 2007      | с   | Ханна Монтана                                   | Hannah Montana                            | Алекса          |
| 2008      | ф   | Сумерки                                         | Twilight                                  | Анжела Вебер    |
| 2009      | ф   | Сумерки. Сага. Новолуние                        | New Moon                                  | Анжела Вебер    |
| 2010      | ф   | Сумерки. Сага. Затмение                         | Eclipse                                   | Анжела Вебер    |
| 2011      | кор | Плачу за тебя                                   | Howlin' for You                           | Клио            |
| 2011      | с   | Американская история ужасов                     | American Horror Story                     | Бекка           |
| 2011      | ф   | 96 минут                                        | 96 Minutes                                | Лена            |
| 2011      | ф   | Сумерки. Сага: Рассвет — Часть 1                | The Twilight Saga: Breaking Dawn - Part 1 | Анжела Вебер    |
| 2011—2012 | с   | Втайне от родителей                             | The Secret Life of the American Teenager  | Рэйвен          |
| 2012      | ф   | Сумерки. Сага: Рассвет — Часть 2                | The Twilight Saga: Breaking Dawn - Part 2 | Анжела Вебер    |
| 2013      | ф   | Пустые слова                                    | Pop Star                                  | Рокси Сантос    |
| 2014—2022 | с   | Ходячие мертвецы                                | The Walking Dead                          | Розита Эспиноза |
| 2014      | ф   | Рейс 7500                                       | Flight 7500                               | Ракель Мендоса  |
| 2020      | с   |                                                 | Selena: The Series                        | Селена          |

## Номинации и награды
- 2008 — номинация на премию «Молодой актёр» за роль в сериале «Рассекреченное руководство школы выживания Нэда».
- 2009 — премия «Молодой актёр» в категории «Лучшая актриса второго плана» за роль Анжелы Вебер в фильме «Сумерки».
- 2010 — 65 место в списке «Hot 100» журнала «Maxim»[8].